# Povidon-jód
A povidon-jód (PVP-I) a polivinilpirrolidon (PVP) polimer jóddal alkotott vízoldékony komplexe, amelyből a jód – alkalmazását követően – fokozatosan szabadul fel, biztosítva a tartós hatást. Az elemi jód hatékony csíraölő szer, amely in vitro gyorsan elpusztítja a legtöbb baktériumot, vírust, gombát és protozoont. A hatásmechanizmus lényege, hogy a komplexből felszabaduló szabad jód gyors csíraölő hatású, míg a polimerhez kötött jód folyamatos utánpótlást biztosít, mint egyfajta raktár. Amint a készítmény érintkezik a bőrrel vagy a nyálkahártyával, a jód fokozatosan disszociál a polimerkomplexből. A szabad jód reakcióba lép a mikroorganizmusok enzimjeinek vagy szerkezeti fehérjéinek aminosavaiban található oxidálható csoportokkal (pl. –SH és –OH), így ezeket inaktiválja, ami a mikroorganizmus pusztulásához vezet. A legtöbb kórokozó in vitro kevesebb mint egy perc alatt elpusztul, a hatás jelentős része már az első 15-30 másodpercben kialakul. A reakció során a jód elszíntelenedik (jodiddá redukálódik), ezért a készítmény barna színének intenzitása jelzi a még rendelkezésre álló aktív jód mennyiségét és így a hatékonyságot. Amint a szín elhalványul, ismételt alkalmazásra lehet szükség. Klinikailag jelentős rezisztencia kialakulása ritka.
A povidon-jód antimikrobiális spektruma széles, kiterjed a Gram-pozitív és Gram-negatív baktériumokra, számos vírusra, gombára és egyes protozoonokra. A baktériumspórák és bizonyos ellenállóbb vírusfajok elpusztításához általában hosszabb behatási idő szükséges.

## Szerkezet
A povidon-jód komplexben a jódmolekulák (I2) és a trijodid ionok (I3−) kötődnek a polivinilpirrolidon lánc pirrolidongyűrűihez, valószínűleg töltésátviteli komplex formájában. A polimer láncban a jódot megkötő pirrolidonegyégek aránya a teljes lánchoz képest viszonylag alacsony; egy becslés szerint egy komplexképző részre körülbelül 18 nem komplexképző monomer egység jut {\displaystyle \left({n \over m}\approx {1 \over 18}\right)}.

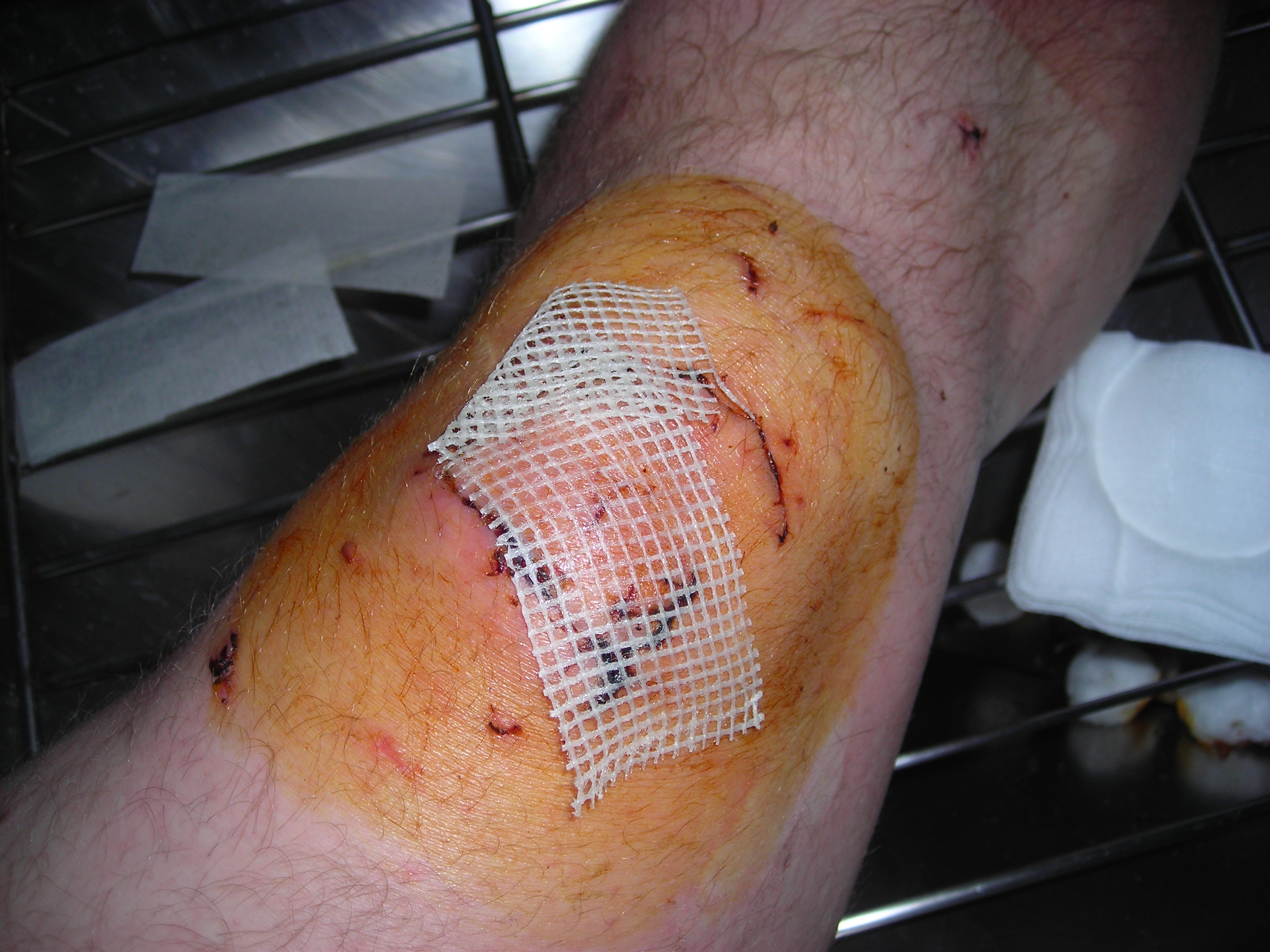
Povidon-jódos sebfertőtlenítés gézlappal fedve.

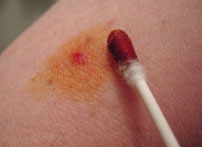
Povidon-jód-oldat alkalmazása vattapálcával egy seben.

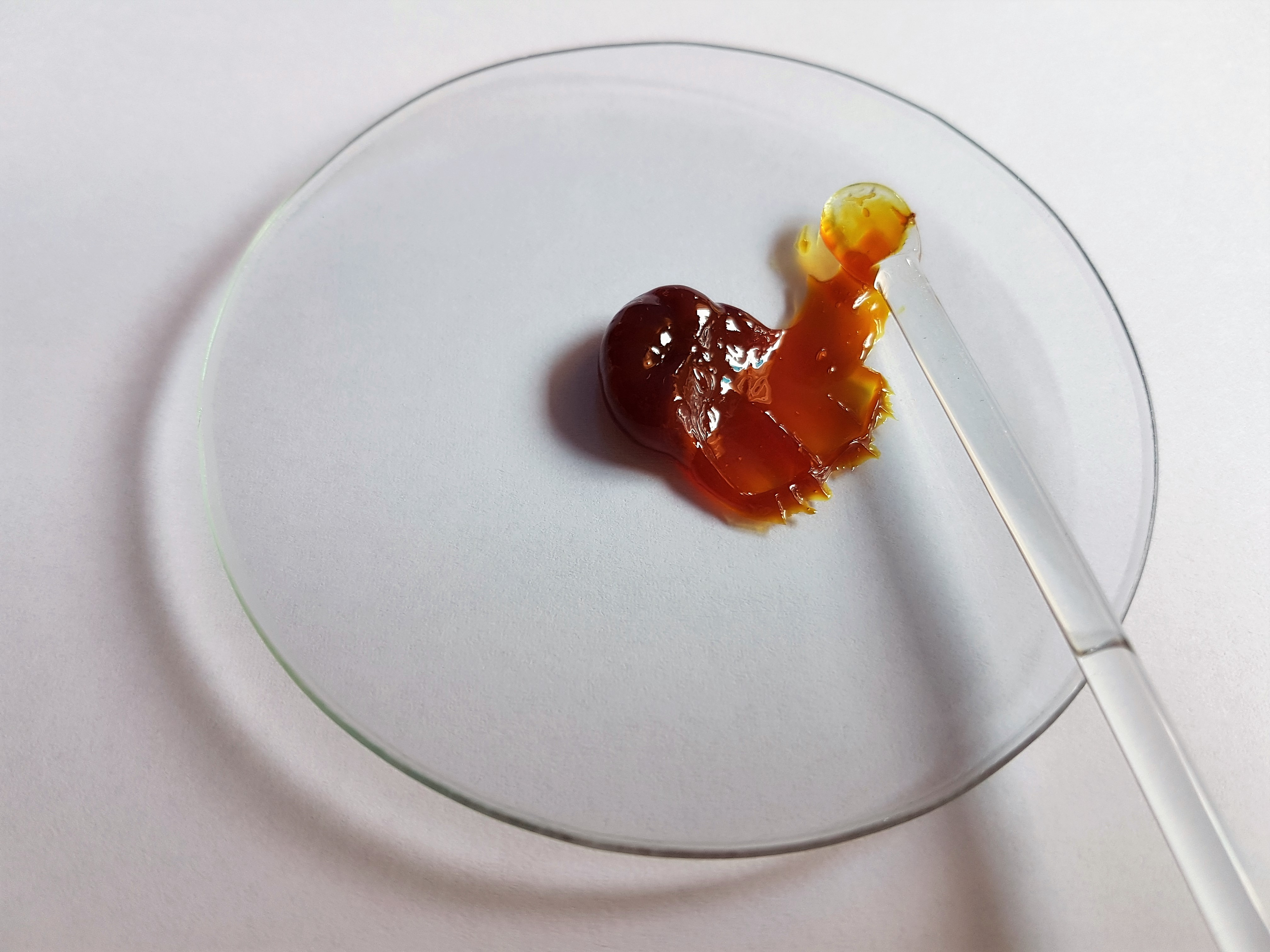
Povidon-jód kenőcs (PVP makrogolban)

## Farmakokinetikai tulajdonságok
Felszívódás: Ép bőrön keresztül alkalmazva a jód szisztémás felszívódása elhanyagolható mértékű. Azonban kiterjedt vagy sérült bőrfelületen (pl. égési sérülések), nyálkahártyákon, illetve hosszantartó vagy nagy mennyiségű alkalmazás esetén a jód felszívódása klinikailag jelentős mértékű lehet, ami befolyásolhatja a pajzsmirigy működését vagy szisztémás toxicitást okozhat.
- Povidon (PVP): Maga a povidon polimer csak minimálisan szívódik fel. A felszívódott vagy intravénásan adott povidon eliminációja a moláris tömegtől függ. Az orvosi célra használt PVP átlagos moláris tömege általában 35 000–50 000 g/mol közötti. Az ennél nagyobb molekulák a vesén keresztül nehezen ürülnek ki, ezért felhalmozódhatnak a szervezetben, különösen veseelégtelenség esetén.
- Jód: A povidon-jódból felszívódott jód (főként jodid formájában) sorsa megegyezik a szervezetbe bármely más úton bevitt jódéval; bekerül a szisztémás keringésbe és eloszlik a szervezetben, felhalmozódhat a pajzsmirigyben.

Elimináció: A felszívódott jodid túlnyomórészt a veséken keresztül választódik ki a vizelettel. A povidon polimer gyakorlatilag nem metabolizálódik.

## Készítmények
Magyarországon a legismertebb povidon-jód tartalmú készítménycsalád:
- Betadine (EGIS)